# Barachoiswatervallen
De Barachoiswatervallen (Engels: Barachois Falls) zijn watervallen in de Canadese provincie Newfoundland en Labrador. De watervallen zijn gelegen op minder dan een kilometer van de zuidkust van het eiland Newfoundland.

## Beschrijving
De zigzagvormige cascade heeft in zijn volledigheid een lengte van zo'n 200 m waarin ze een totaal hoogteverschil van 50 m overbrugt. Na een regenbui of een periode van regen kunnen de watervallen zeer sterk aanzwellen. Ze vormen in het dunbevolkte gebied een toeristische attractie.
De Barachoiswatervallen wateren via een naamloos riviertje een meer af dat 250 m noordelijker ligt. Die rivier stroomt van aan de voet van de Barachoiswatervallen 150 m in oostelijke richting om in een ander meer uit te monden. Dat tot aan Route 470 reikende meer watert zelf via een 350 m lang riviertje af naar The Barasway, een kleine zee-inham.

## Bereikbaarheid
De watervallen zijn vanuit het zuidwesten in de verte zichtbaar vanop Route 470, de provinciale route langs de westelijke zuidkust van Newfoundland. Ze bevinden zich 5 km ten westen van het eindpunt van die route in Rose Blanche-Harbour le Cou en zo'n 8 km ten oosten van de gemeente Burnt Islands.
Er is aan de rand van de weg een stopplaats voorzien vanaf waar een 1,6 km lang vlonderpad leidt tot aan de watervallen. Vlak bij de watervallen zijn ook picknickplaatsen voorzien.

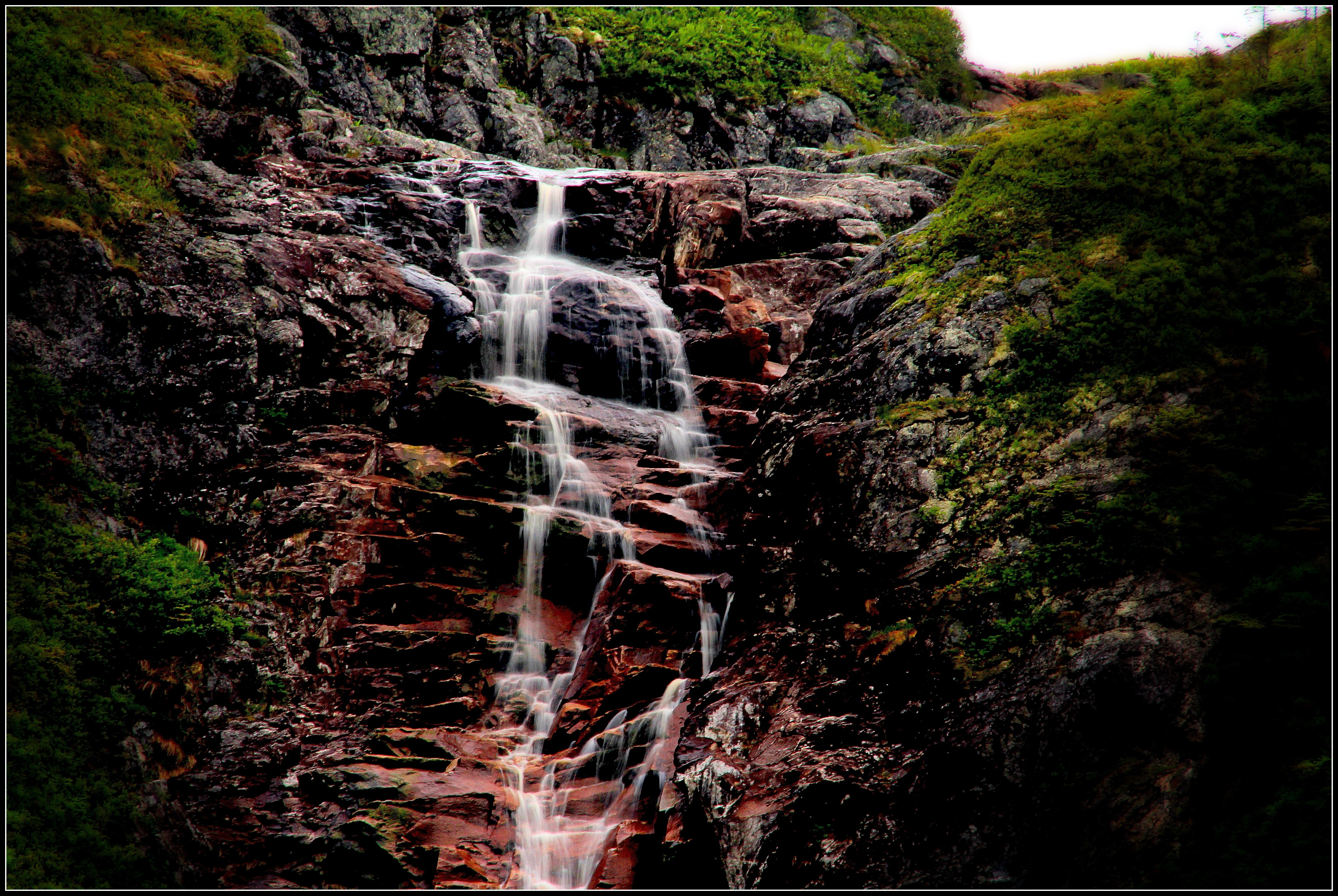
Close-up van de top van de Barachoiswatervallen bij een lage waterstand